# Natonemertes acutocaudata
Natonemertes acutocaudata är en djurart som tillhör fylumet slemmaskar, och som beskrevs av Brinkmann 1917. Natonemertes acutocaudata ingår i släktet Natonemertes och familjen Pelagonemertidae. Inga underarter finns listade i Catalogue of Life.